# Wayne Martin (Leichtathlet)
Wayne Martin (* 26. Februar 1955) ist ein ehemaliger australischer Diskuswerfer und Kugelstoßer.
1977 gewann er bei den Pacific Conference Games Bronze im Diskuswurf.
Bei den Commonwealth Games 1978 in Edmonton wurde er Fünfter im Diskuswurf und Zehnter im Kugelstoßen.
1978 wurde er Australischer Meister im Diskuswurf und im Kugelstoßen.

## Persönliche Bestleistungen
- Kugelstoßen: 16,61 m, 3. Juni 1978
- Diskuswurf: 65,06 m, 3. Januar 1979, Newcastle